# Димитрий (Муретов)
Архиепископ Димитрий (в миру — Климент Иванович Муретов; 11 [23] февраля 1811, село Лучинск, Пронский уезд, Рязанская губерния — 14 [26] ноября 1883, Одесса) — епископ Православной российской церкви, с 1882 года архиепископ Херсонский и Одесский.

## Биография
Родился в 1811 году в семье диакона в селе Лучинске Пронского уезда Рязанской губернии. До девяти лет Климент Столпянский обучался дома.
В 1820 году поступил в Сапожковское духовное училище и записан по фамилии дядей Муретовым. После его окончания обучался в Рязанской духовной семинарии. В 1831 году поступил в Киевскую духовную академию.
В период обучения, 1 сентября 1834 года, принял монашеский постриг с именем Димитрий. 27 октября того же года был рукоположён во иеродиакона, а 24 июля 1835 года — во иеромонаха.
7 октября 1835 года после защиты диссертации получил степень магистра богословия и был назначен бакалавром в Киевскую духовную академию на кафедру Священного Писания и герменевтики. Кроме того, 27 октября 1835 года назначен помощником библиотекаря академии. 7 февраля 1836 года переведён в класс богословских наук академии. С августа по 5 октября 1836 год исправлял должность инспектора академии.
2 ноября 1836 года помещён в число соборных иеромонахов Киево-Печерской лавры за усердную службу и доброе поведение (по указу Святейшего синода).
6 сентября 1837 года комиссией духовных училищ утверждён в звании профессора богословских наук. 8 января 1838 года назначен исправляющим должность инспектора академии. С 14 февраля 1838 года — инспектор академии (с увольнением от должности библиотекаря академии и с выражением благодарности за усердную работу в этой должности от лица академического совета).
25 марта 1838 года иеромонах Димитрий был возведён в сан архимандрита и назначен настоятелем Киево-Выдубицкого монастыря с оставлением в прежних должностях.
19 октября 1839 года получил благословение Святейшего синода за благоуспешное преподавание возложенного на него предмета учения.
28 мая 1840 года награждён наперсным крестом, пожалованным Николаем I.
В июле — августе 1840 года исполнял обязанности ректора Киевской духовной академии. 24 апреля 1841 году назначен ректором Киевской духовной академии, в то же время назначен настоятелем Киево-Братского монастыря. С момента назначения ректором Киевской духовной академии присутствовал в Киевской духовной консистории.
27 октября 1841 года получил благословение Святейшего синода за усердную деятельность и трудолюбие в исполнении возложенных обязанностей и особенное способствование в процветании Киевской духовной академии.
23 марта 1842 года награждён орденом Святой Анны 2-й степени.
13 марта 1844 года получил благословение Святейшего синода, выданное по результатам проверки Киевской духовной академии ревизором от Святейшего синода. Ревизор от Синода отметил такие способности архимандрита Димитрия, который на тот момент являлся ректором академии: отлично-основательные богословские познания и особенное искусство преподавания богословия.
С 6 марта 1845 года являлся членом Комитета по обеспечению православного сельского духовенства.
16 апреля 1845 года награждён орденом Святого Владимира 3-й степени.
23 декабря 1850 года издан указ Николая I в адрес Святейшего синода, согласно которому архимандриту Дмитрию велено было быть епископом Тульской епархии. 4 марта 1851 года архимандрит Димитрий был хиротонисан во епископа Тульского в Казанском соборе Санкт-Петербурга.
С 5 октября 1851 года управлял Калужской епархией.
13 апреля 1853 года награждён орденом Святой Анны 1-й степени за ревностное служение и заботу о словесном стаде.
7 апреля 1857 года награждён знаками ордена Святой Анны 1-й степени, украшенными императорскими коронами, за отлично-усердное пастырское служение.
11 июня 1857 года переведён на Херсонскую архиерейскую кафедру (указом Александра II в адрес Святейшего синода).
С 1859 по 11 мая 1862 года находился в Санкт-Петербурге, куда был вызван для участия в заседаниях Святейшего синода. Как лучший устроитель духовных учебных заведений епископ Димитрий председательствовал в следующих комитетах, учреждённых при Святейшем Синоде: 1) по сокращению переписки по духовному ведомству (с августа 1859 по декабрь 1861 года); 2) по преобразованию духовных семинарий и училищ (с марта 1860 по декабрь 1861 года); 3) по улучшению содержания сельского духовенства (с апреля 1860 по июнь 1861 года). Его работа в комитетах была весьма плодотворной.
3 апреля 1860 года возведён в сан архиепископа, за отлично-усердное служение и ревностные пастырские труды.
8 апреля 1862 года награждён орденом Святого Владимира 2-й степени большого креста в ознаменование постоянно-усердного служения церкви, соединённого с исполнением особо возложенных трудов.
16 апреля 1867 года награждён орденом Святого Александра Невского. В честь награждения был издан рескрипт Александра II:

В многолетнем вашем святительском служении Мы, к душевному утешению Нашему, видим обильные плоды управления весьма попечительного, просвещенного и благотворного для церкви. Вашим вчинанием и личными заботами изысканы способы к возвышению средств содержания и внутреннего благоустройства духовных училищ в епархии; заведения для воспитания и призрения сиротствующих семейств и детей духовенства получают постепенно большее и обширнейшее развитие; паства путеводится ко спасению ревностно, в духе веры и истинной любви Христовой, постоянно назидаемая и вашим словом, и высокими образцами украшающего вас благочестия, при отеческом участии к нуждам каждого из духовных чад ваших. В изъявление особого благоволения Нашего к столь отличному служению вашему Всемилостивейше сопричисляем вас к Императорскому ордену Нашему святого Благоверного Великого Князя Александра Невского.

11 июля 1870 года награждён большим крестом ордена Спасителя 1-й степени, пожалованным ему королём Греции Георгом I. 28 марта 1871 года награждён алмазными знаками ордена Святого Александра Невского за доблестное служение (по указу Александра II).
Со 2 октября 1874 года — архиепископ Ярославский.
13 апреля 1875 года награждён алмазным крестом для ношения на клобуке, пожалованным Александром II.
С 26 апреля 1876 года — архиепископ Волынский.
С 20 февраля 1882 года возвращён на Херсонскую и Одесскую архиерейскую кафедру (назначен архиепископом Херсонским и Одесским).
15 мая 1883 года награждён орденом Святого Владимира 1-й степени за долговременное, постоянно ревностное служение церкви и отечеству, любвеобильную отеческую попечительность о духовном благе паств, преемственно ему вверяемых, неутомимые труды в проповедовании слова Божия и высокие качества духа.
25 июня 1883 года награждён орденом Святого Александра 1-й степени, пожалованным князем Болгарии Александром Баттенбергом
Скончался в Одессе 14 ноября 1883 года. Был похоронен 18 ноября у левого переднего придела Одесского кафедрального собора, напротив могилы князя Михаила Воронцова.

## Награды

### Государственные
- Орден Святой Анны 2-й ст. (23 марта 1842)
- Орден Святого Владимира 3-й ст. (16 апреля 1845)
- Орден Святой Анны 1-й ст. (13 апреля 1853)
- Знаки ордена Святой Анны 1-й ст., украшенные императорскими коронами (7 апреля 1857)
- Орден Святого Владимира 2-й ст. большого креста (8 апреля 1862)
- Орден Святого Александра Невского (16 апреля 1867)
- Алмазные знаки ордена Святого Александра Невского (28 марта 1871)
- Орден Святого Владимира 1-й ст. (15 мая 1883)

### Церковные
- Наперсный крест, пожалован Николаем I (28 мая 1840)
- Алмазный крест для ношения на клобуке, пожалован Александром II (13 апреля 1875)

### Иностранные
- Большой крест ордена Спасителя 1-й ст. (11 июля 1870)
- Орден Святого Александра 1-й ст. (25 июня 1883)

## Сочинения
- О путях промысла Божия в обращении грешников и о путях покаяния для обращенных. (Собр. соч. студентов К. Д. А. Киев, 1839).
- Слова, говоренные в разные времена Димитрием, епископом Тульским и Белевским. М., 1854.
- Первое собрание слов, бесед и речей преосвященного. Одесса, 1859.
- Собрание слов, бесед и речей. СПб, 1885.
- Полное собрание творений Димитрия (в шести томах), 1899.
- Цветы из сада Димитрия, архиепископа Херсонского / Изд. Афон. рус. Пантелеймонова монастыря. Вып. 1-7. М., 1889—1890.
- Акафист святым священномученикам Василию, Ефрему, Евгению, Елпидию, Агафодору, Еферию и Капитону, в Херсоне епископствовавшим. М., 1900.
- Повседневные искушения в жизни каждого человека. Одесса, 1913.
- Слово об уважении к местам христианского погребения. Приб. к Ц. В., 1890, № 47, с. 1577.
- Отдельные слова и речи Димитрия напечатаны в Православном обозрении за 1875—1884 гг.
- Полное собрание Дмитрия (Муретова). М., 1854.